# Bogislaw IX.

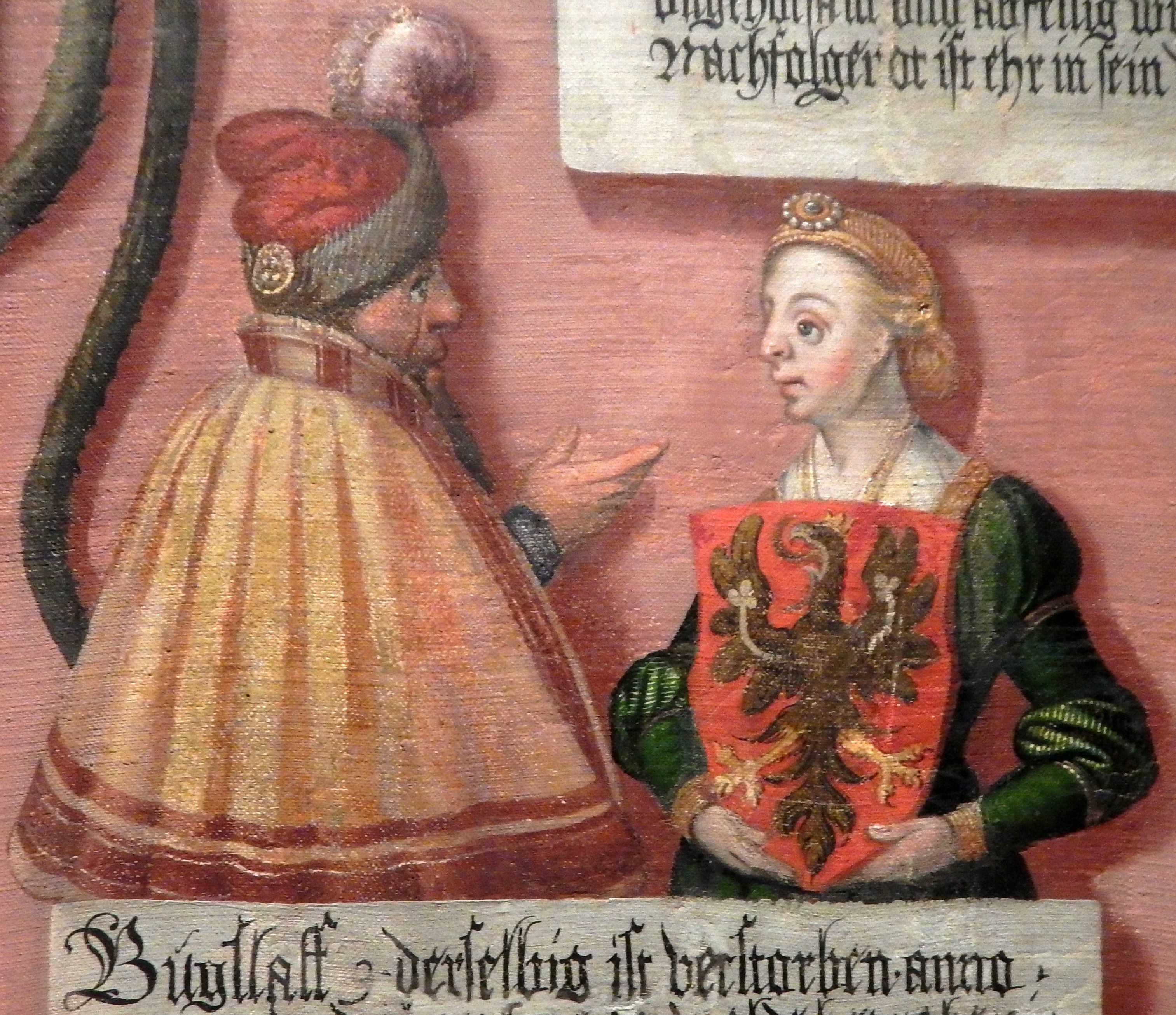
Bogislaw IX. mit seiner Gemahlin Maria von Masowien, aus dem Stammbaum der Greifen von Cornelius Krommeny, 1598.

Bogislaw IX. (* um 1407/1410; † 7. Dezember 1446) war Herzog von Pommern-Wolgast-Stolp. Sein Vetter Erich von Pommern versuchte vergeblich, ihn als Thronfolger in den nordischen Reichen der Kalmarer Union durchzusetzen.

## Leben
Bogislaw IX. war der Sohn des im pommerschen Teilherzogtum Pommern-Wolgast-Stolp regierenden Bogislaw VIII. und dessen Gemahlin Sophie von Holstein. Nachdem Bogislaw VIII. 1418 starb, führte zunächst Herzogin Sophie bis etwa 1425 die Regierung für den jungen Bogislaw IX.
Den jungen Herzog und seine Mutter beschäftigte zunächst der unter Bogislaw VIII. begonnene Camminer Bistumsstreit. In diesem Zusammenhang wurden beide gebannt, 1434 verhängte Kaiser Sigismund über beide die Reichsacht. Der Streit wurde durch die Vermittlung ihres mächtigen Verwandten Erich von Pommern beigelegt, der 1397 zum König der nordischen Reiche gekrönt worden war. Erich vermittelte einen Vertrag, in dem die Bischofswahl im Bistum Cammin mit einem Bestätigungsrecht der pommerschen Herzöge geregelt und die Schirmvogtei der Herzöge über das Stift festgeschrieben wurde. Zugleich ließ das Bistum seine Ansprüche auf Reichsunmittelbarkeit stillschweigend fallen. Für das Bistum Cammin handelte Bischof Siegfried II. von Buch, der zuvor Erichs Kanzler gewesen war.
In Bogislaws Regierungszeit fielen auch 1432/1438 die Bedrohung durch die Hussiten und das Auftreten von waldensischen Ketzern.
Der kinderlose König Erich bemühte sich, seinen Vetter Herzog Bogislaw IX. als seinen Nachfolger in den nordischen Reichen durchzusetzen. Er übertrug ihm mehrere Schlösser, die Insel Fünen und wohl auch die Insel Seeland. Doch verweigerte der dänische Reichsrat 1436 seine Zustimmung zu dieser Nachfolge und rief stattdessen 1438 Christoph von der Pfalz ins Land. Als der Reichsrat 1439 sogar König Erich absetzte und 1440 Christoph zum König wählte, waren Bogislaws Aussichten auf den Thron zerstört.
Am 7. Dezember 1446 starb Bogislaw IX. nach langer Krankheit und wurde im Kloster Marienkron beigesetzt. Da Bogislaw keine Söhne hatte, übernahm nach seinem Tod zunächst seine Witwe Maria von Masowien die Regierung von Pommern-Wolgast-Stolp, dann der entthronte König Erich, der 1449 nach Pommern heimgekehrt war.

## Ehe und Nachkommen
König Erich bemühte sich, eine Tochter des polnischen Königs Władysław II. Jagiełło als Gemahlin für Herzog Bogislaw IX. zu gewinnen. Dies gelang nicht, doch heiratete Bogislaw IX. schließlich 1432 in Posen Maria von Masowien, eine Tochter des Herzogs Ziemowit IV. von Masowien und der Alexandra von Litauen, einer Schwester des polnischen Königs.
Aus der Ehe gingen zwei Töchter hervor: Sophia (* um 1434; † 1497) heiratete ihren in Vorpommern regierenden Verwandten Herzog Erich II. Alexandra starb 1451, vermutlich noch in jungen Jahren.